# Antínous Mondragone
L'Antínous Mondragone és l'exemple únic i colossal (0,95 m d'alçada) en marbre del tipus iconogràfic deïficat en apoteosi d'Antínous, l'amant de l'emperador Hadrià ofegat al Nil l'any 130. Aquest cap colossal es va fer entre el 130 i el 138, i es va retrobar a la primeria del segle XVIII, a prop de les ruïnes de la ciutat romana de Túsculum. Després es va conservar a la Vil·la Mondragone com a part de la col·lecció Borghese i, el 1807, el vengueren a Napoleó Bonaparte; ara es conserva al Museu del Louvre de París.
Aquesta escultura acròlit es va fer durant el regnat de l'emperador Hadrià, que va regnar des del 117 fins a la seua mort, el 138. Antínous era l'amant d'Hadrià, tanmateix, aquesta relació no es va documentar amb prou de detall: actualment hi ha moltes teories sobre la seua relació i la controvertida mort d'Antínous l'any 130.
Aquesta escultura és una de les obres d'art creades en el culte a Antínous, un culte que es degué formar a partir del dolor d'Hadrià per la mort del seu amant. Dels tres tipus diferents d'estàtues del culte a Antínous, aquesta peça pertany al tipus Mondragone, que s'identifica pel pentinat distintiu que fa referència a Dionís.

## Història
Els anys 1618-1619, es van començar a instal·lar pedestals per a les antiguitats exposades, inclosos els busts colossals, a la galeria de la Vil·la Mondragone, situada al Monte Porzio Catone. Aquests busts estan representats en parelles de figures de tots dos sexes, cosa que sovint dona lloc a desacords sobre a quina persona representen; el cap masculí que es creu que és una representació de Juli Cèsar és substituït pel cap de Mondragone després de recuperar-lo de la terra. Es diu que es va trobar prop de Túsculum, concretament a Frascati, entre els 1713 i 1729, i que sense dubte estava exposat com a part de la col·lecció Borghese a la Vil·la Mondragone. Aquestes dates, però, han estat controvertides a causa del fet que el cap d'Antínous, el va veure a la Galeria dels Decennis ja el 1687, Nicodemus Tessin el Jove, un arquitecte suec que visità la vil·la.
El 1807, l'escultura fou adquirida juntament amb gran part de les col·leccions Borghese per a Napoleó; el cap d'Antínous es vengué per un dels preus més alts de tota la col·lecció. Un temps més tard, s'hi afegí una capa de cera marró per donar-li un acabat opac, així com guix al voltant de la base del coll per donar a l'estàtua un aspecte més complet. Aquests dos elements s'eliminaren durant una neteja recent. L'obra es conserva ara al Museu del Louvre; fou presentada a l'Institut Henry Moore de Leeds el 2006 per a l'exposició "Antínous: la cara de l'antiguitat", i va tornar al Regne Unit per a l'exposició British Museum "Hadrià, imperi i conflicte", el 2008.

## Tema

### Antínous i Hadrià

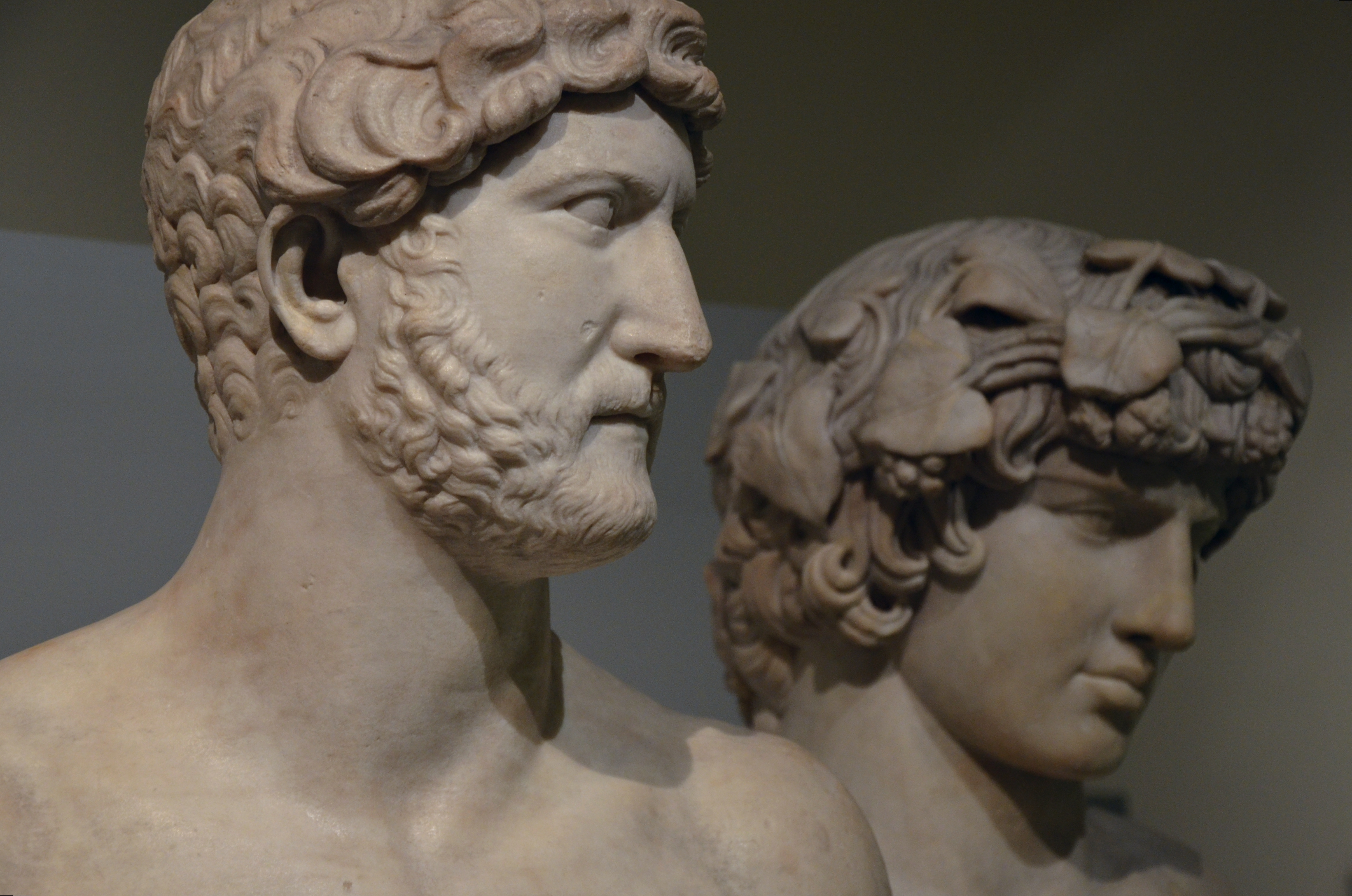
Busts d'Hadrià (esquerra) i Antínous (dreta), en els marbres del col·leccionista anglés Charles Townley, Museu Britànic de Londres

Antínous era un jove de Bolu, a Bitínia. És portat molt jove a la Roma imperial. Hi ha poca informació sobre la seua vida o família. La primera trobada d'Antínous i Hadrià ha donat lloc a moltes especulacions  sobre les moltes maneres en què els seus camins es poden haver encreuat. S'accepta àmpliament que la relació d'Hadrià amb Antínous començà a mitjans o finals de l'adolescència d'aquest. A l'antiga Grècia, la seua relació es considerava de naturalesa pederàstica, entre un home adult i un adolescent. Pel que fa als ideals romans, no hi havia cap problema amb una relació entre dos hòmens, sempre que un d'ells no fos pas un conciutadà romà. A partir de les moltes representacions d'Antínous, els historiadors han conclòs que tenia entre 18 i 20 anys en el moment de morir, per tant, va nàixer entre el 110 i el 112.
El relat de la mort d'Antínous l'any 130 és, com a mínim, dubtós: no n'hi ha cap relat substancial. La teoria més acceptada és que es va ofegar al Nil, tal com relata Hadrià, hi ha, però, molta discussió sobre si Antínous es va suïcidar per amor d'Hadrià o si Hadrià va obligar Antínous a sacrificar-se.

### Culte d'Antínous
El culte a Antínous fou perdurable, fins i tot més que el culte imperial d'Hadrià. També es va estendre més, com ho demostra el fet que la seua representació és de les més famoses de l'antiguitat. La seua imatge també és una de les més identificades de l'antiguitat clàssica, juntament amb les dels emperadors Hadrià i August. S'estengué molt per Alexandria i Anatòlia, i també es poden trobar rastres de la veneració o influència d'Antínous a la costa del nord d'Àfrica. El principal culte a Antínous fou a Antinòupolis, a Egipte, on es van construir dos temples per a venerar-lo. El reteren culte en molts llocs que tenien temples i sacerdots, com ara a Hermúpolis Magna, Oxirinc i Tebtunis. Si més no tretze ciutats van honorar Antínous a la Grècia central, i els llocs de culte estaven escampats per tot el Peloponés. A Mantinea, Antínous era considerat una mena de déu autòcton: dos temples en donen testimoni de la veneració. S'ha trobat que Atenes en té si més no quatre escultures, entre moltes altres formes, que testimonien la devoció al déu Antínous. El lloc de naixement d'Antínous, Bitínia, a Anatòlia, és on n'hi havia un dels cultes més vigorosos. Unes 27 ciutats conegudes d'Anatòlia conserven evidències del culte al déu Antínous, com ara Esmirna, Nicomèdia i Taros. A la zona que hui és Itàlia, hi havia almenys deu àrees que expressaven alguna forma de culte a Antínous, amb set temples en honor seu. A més a més, la zona on es va trobar el cap de Mondragone al segle XVIII es troba a prop del jaciment de la ciutat romana de Túsculum. L'ús generalitzat d'Antínous com a déu, així com el de la seua imatge, va contribuir a algun tipus d'unió o col·laboració entre els imperis grecoromà i egipci.

## Descripció

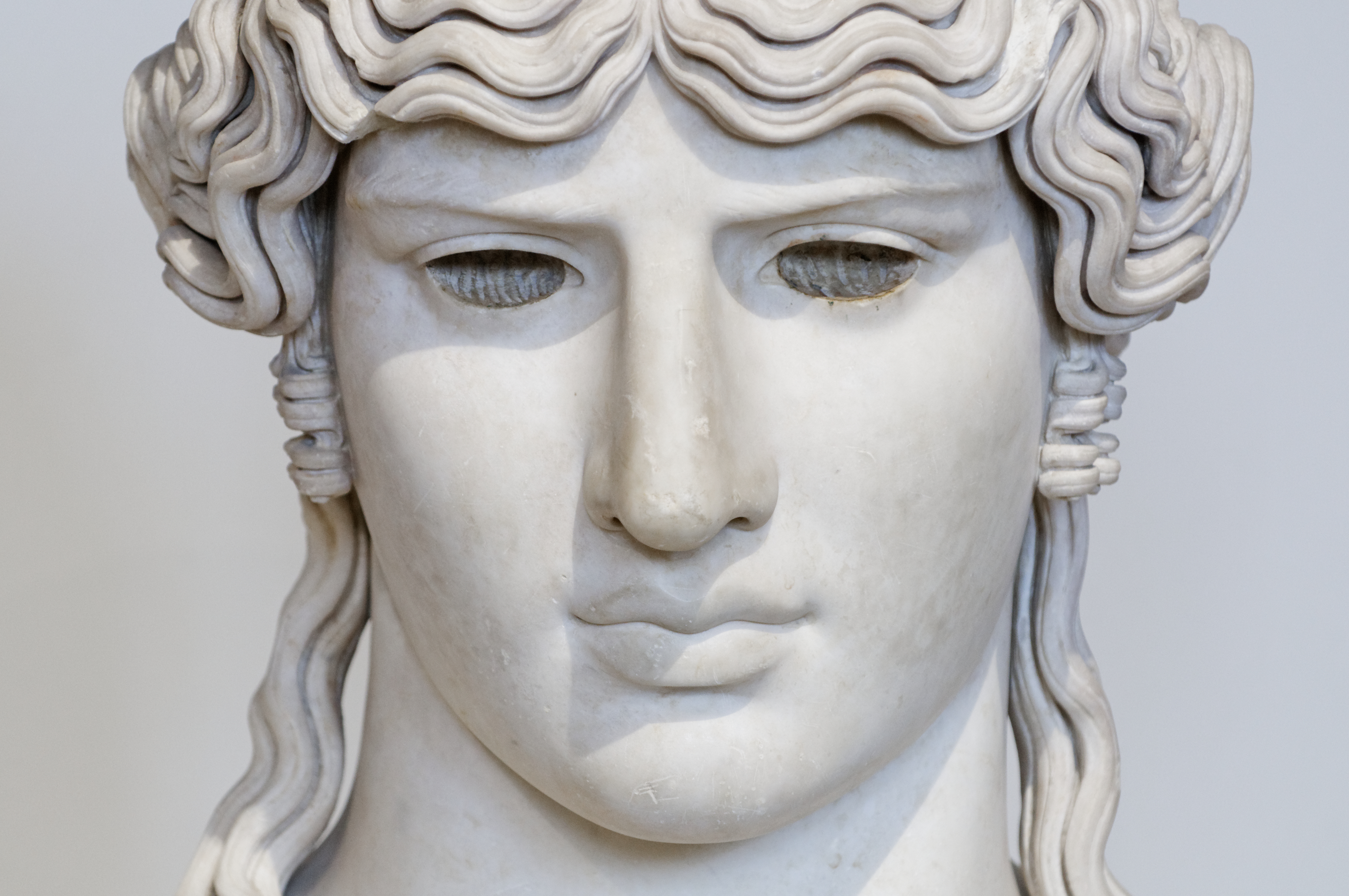
Vista frontal dAntínous Mondragone

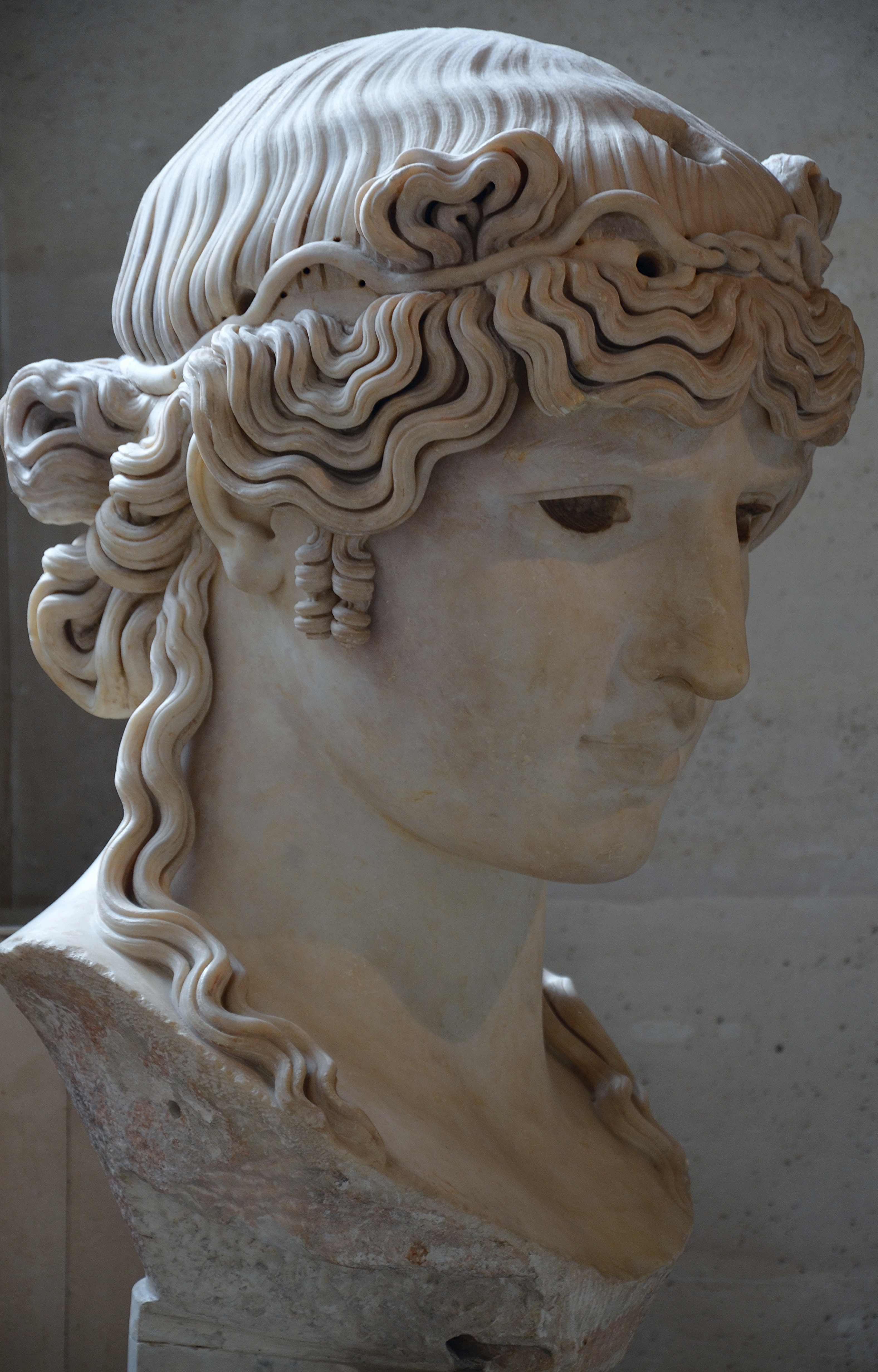
Vista lateral que mostra els forats, així com les fulles restants de la garlanda que falta

L'escultura es pot identificar com a Antínous per les celles arquejades, els llavis molsuts, l'expressió somrient i la torsió del cap cap avall i cap a la dreta (que recorda l'Atena Lèmnia), mentre que la pell llisa i els cabells elaborats reflecteixen els de les representacions hel·lenístiques de Dionís (el seu equivalent romà és Bacus) i Apol·lo. Els flocs de cabell que es veuen a banda i banda d'aquest cap d'Antínous també es poden trobar als de Dionís, cosa que reforça el vincle entre els dos pel pentinat. Pausànies el Periegetes és l'únic escriptor que proporciona "indicacions" iconogràfiques per a la comprensió de l'art d'Antínous. Va descobrir semblances entre certes figures d'Antínous, com ara l'Antínous de Mantinea, i Dionís.
El cap de Mondragone formava part d'un ídol acròlit colossal del culte a Antínous com a déu. Les estàtues acròlites es feien amb una tècnica en què els artistes utilitzaven una combinació de fusta i un cert tipus de pedra per a construir les escultures. En el cas d'Antínous Mondragone, el marbre era la pedra escollida. Segons aquesta tècnica, el marbre només s'hauria utilitzat allà on les parts del cos eren visibles, com ara el cap, en què el marbre representaria la carn, i la fusta s'hauria emprat per a les parts vestides. Sembla que aquesta tècnica s'usava més sovint en zones on el cost dels materials nobles, com el marbre, podia ser massa alt o no estar fàcilment disponible.
Es feren trenta-un forats de tres mides distintes per fixar-hi una garlanda (segurament feta d'heura o fulles de vinya) de metall. Sembla que aquesta decoració del cap era una mena de tènia, la part d'un vestit que els grecs portaven al voltant del cap en les festes i que també es podia representar en imatges de culte. Els ulls se n'han perdut; es creu que estaven fets de bronze, vori o una pedra de color.

### Estil
La majoria de les obres que representen Antínous es poden classificar en tres estils diferents: el tipus principal, el tipus egipci o el tipus Mondragone. El principal inclou dues variants: Variant A i Variant B, totes dues es poden diferenciar observant la disposició dels flocs de cabell al front. Caroline Vout argumenta que l'ús del mètode de la "disposició de metxes", pel que fa al tipus primari, no és una manera segura de concloure si una peça s'hauria d'etiquetar com un tipus determinat o no, però sí que és un factor que hi contribueix. El tipus egipcitzant, com el tipus Mondragone, ajuda a transmetre la idea que no hi havia un model únic per a la imatge de culte d'Antínous. El tipus egipcitzant és visualment evident en la iconografia perquè fou influenciat per Egipte o es feu a Egipte. L'Antínous de la Vil·la Hadriana de Tívoli és un exemple d'aquest estil. Tot i que els tres tipus tenen diferències iconogràfiques, moltes representacions d'Antínous estan influenciades per la iconografia de déus joves, com ara Dionís. Caroline Vout argumenta que sense aquests préstecs iconogràfics, la imatge de culte d'Antínous consistiria només en un altre xic bonic de la Roma imperial.

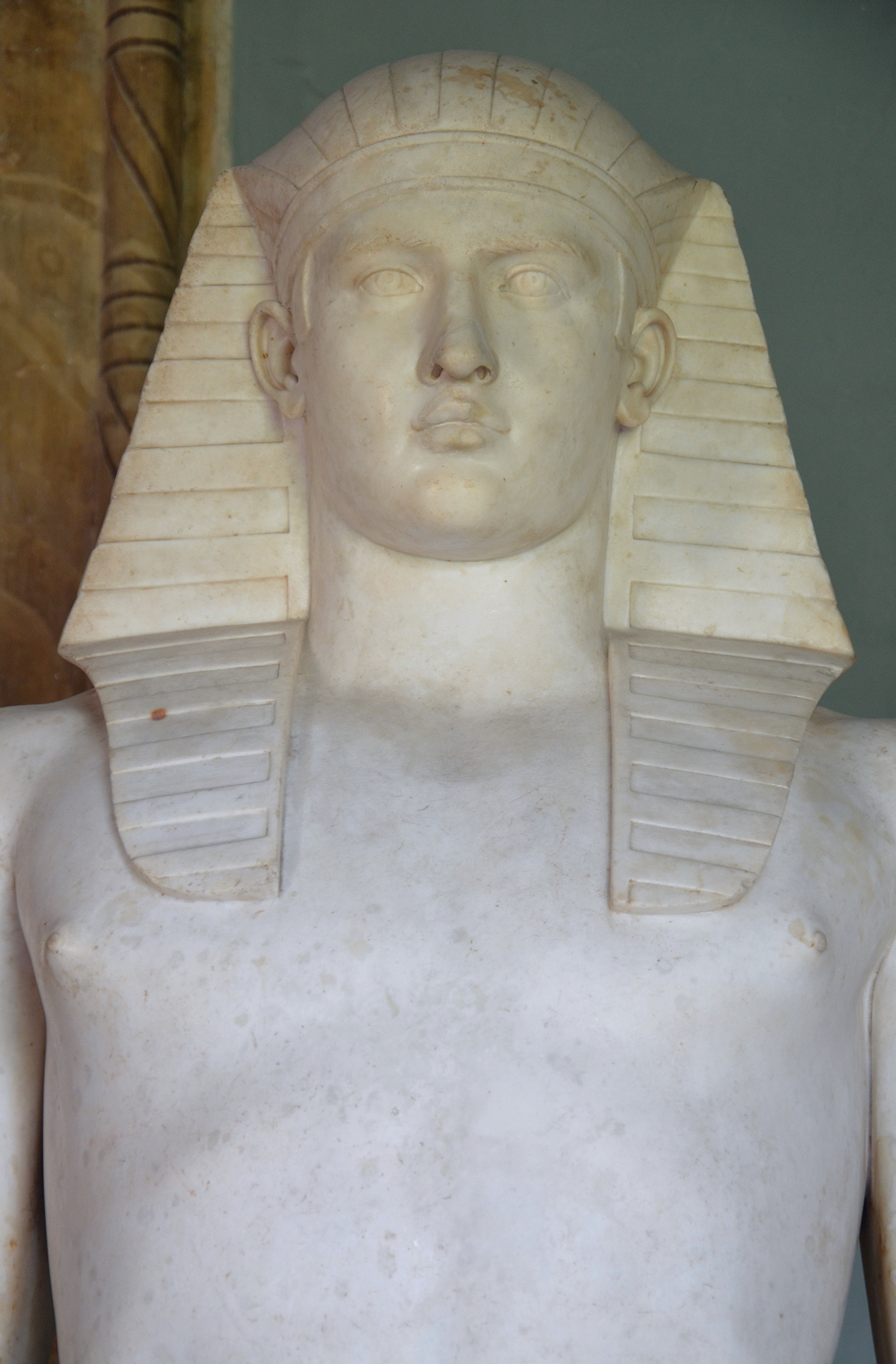
Estàtua d'Antínous com a Osiris de la Vil·la Hadriana de Tívoli (131-138), un exemple del tipus egipci
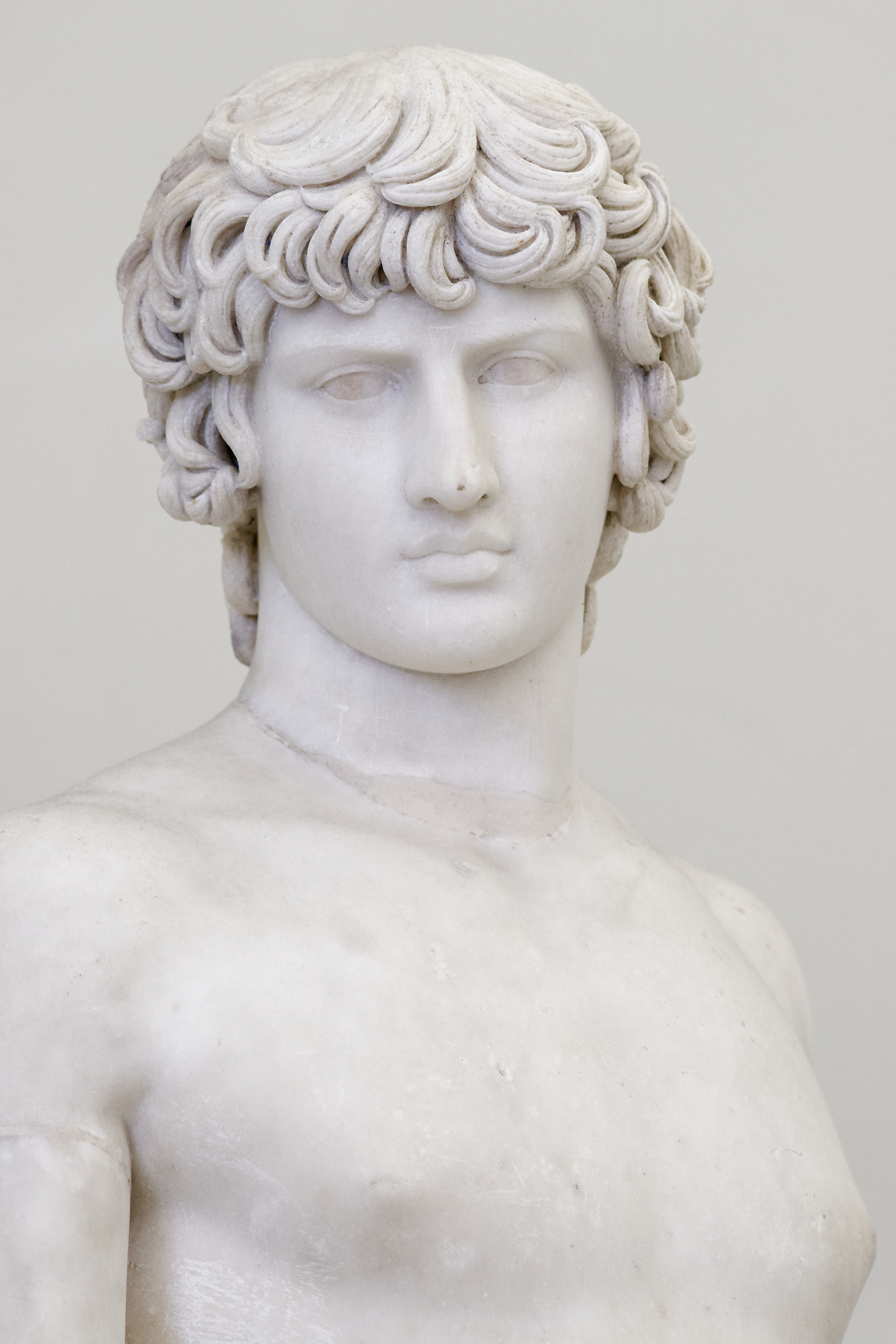
Estàtua d'Antínous Farnese (130-137), un exemple del tipus principal
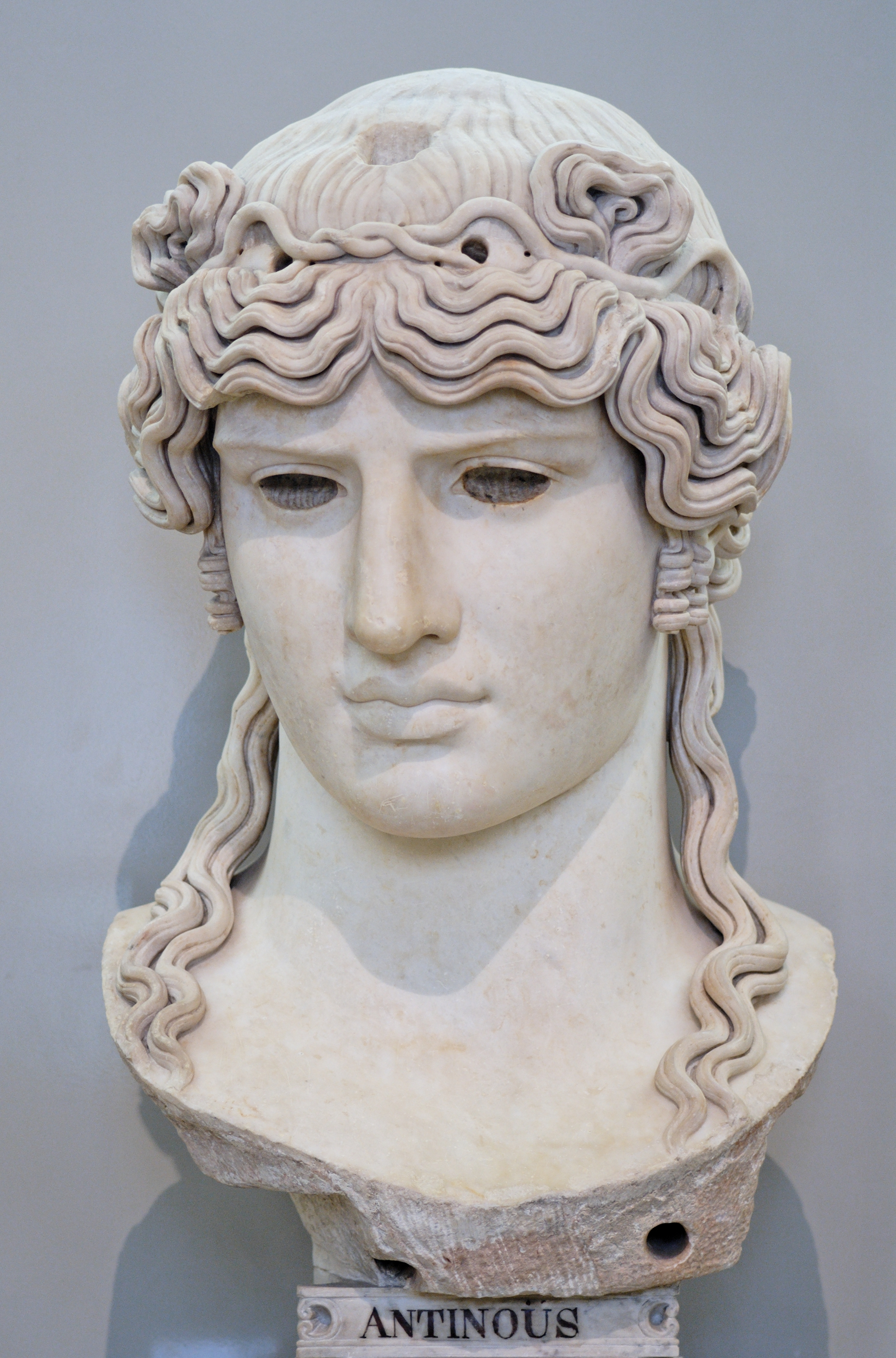
Estàtua d'Antínous Mondragone (130-138), exemple del tipus Mondragone

## Posteritat
L'historiador de l'art del segle XVIII Johann Joachim Winckelmann el va elogiar en Història de l'art antic, i l'anomenà "glòria i coronament de l'art d'aquesta època i d'altres", i de "tan immaculat que sembla acabat d'eixir de les mans de l'artista". És per això que, tot i que és del període romà, recorda l'estil grec del segle V abans de la nostra era, que Winckelmann preferia a l'art de l'antiga Roma. En contrast amb l'entusiasme de Winckelmann, John Addington Symonds criticà el cap el 1879 per la seua "vida sense vida".